# Richard Clauselle Puryear
Richard Clauselle Puryear, född 9 februari 1801 i Mecklenburg County i Virginia, död 30 juli 1867 i Yadkin County i North Carolina, var en amerikansk politiker. Han var ledamot av USA:s representanthus 1853–1857. Första gången valdes han som whig och bytte sedan parti till Knownothings.
Puryear flyttade med sina föräldrar från Virginia till North Carolina och var verksam som plantageägare i närheten av Huntsville. År 1853 efterträdde han John Reeves Jones Daniel som kongressledamot och efterträddes 1857 av Alfred Moore Scales. Puryear satt i konfederationens provisoriska kongress 1861–1862.